# Los Corrales de Buelna
Los Corales de Buelna là một đô thị thuộc cộng đồng tự trị Cantabria, Tây Ban Nha.

## Biến động dân số
| 1900  | 1910  | 1920  | 1930  | 1940  | 1950  | 1960  | 1970  | 1981   | 1991  | 2005   |
| ----- | ----- | ----- | ----- | ----- | ----- | ----- | ----- | ------ | ----- | ------ |
| 2.752 | 2.926 | 3.501 | 4.871 | 5.292 | 6.185 | 8.111 | 9.307 | 10.045 | 9.820 | 10.958 |

Source: INE